# جوانا إيدوكونيت
جوانا إيدوكونيت مواليد 2 أكتوبر 1994 في فيلنيوس، هي لاعبة كرة مضرب ليتوانية وتحتل حالياً المرتبة 921 (7 مارس 2016) في تصنيف رابطة محترفات كرة المضرب. أعلى تصنيف لها في الفردي كان 891. أعلى تصنيف لها في الزوجي كان 1064.

## النهائيات

### الفردي (1–0)
| الحصيلة | الرقم | التاريخ       | الدورة         | الأرضية | المنافس     | النتيجة  |
| ------- | ----- | ------------- | -------------- | ------- | ----------- | -------- |
| الفوز   | 1.    | 27 يوليو 2015 | بارنو، إستونيا | ترابية  | إيفا واكانو | 6–2, 6–3 |

## روابط خارجية
- جوانا إيدوكونيت على موقع رابطة محترفات التنس (الإنجليزية)
- جوانا إيدوكونيت على موقع الاتحاد الدولي لكرة المضرب (الإنجليزية)
- جوانا إيدوكونيت على موقع كأس بيلي جين كينغ (الإنجليزية)
- جوانا إيدوكونيت على موقع خلاصة التنس.كوم (الإنجليزية)